# Phill Niblock
Pour les articles homonymes, voir Niblock.
Phill Niblock, né le 2 octobre 1933 à Anderson (Indiana) et mort le 8 janvier 2024 à New York (État de New York), est un compositeur, cinéaste et vidéaste américain, directeur de la fondation  Experimental Intermedia consacrée à la musique d'avant-garde, basée à New York et détenant une antenne à Gand en Belgique.

## Biographie
Après avoir étudié l'économie à l'université de l'Indiana, Phill Niblock vient s'installer à New York en 1958. Il travaille dans un premier temps en tant que photographe et réalisateur.
Une grande partie de son activité tourne autour de la réalisation de photographies et de vidéos de musiciens de jazz : son film The Magic Sun, abstrait et expérimental, présente notamment la musique de Sun Ra et des membres du Sun Ra Arkestra.
Par la suite, il réalise une série de films intitulée The Movement of People Working. Essentiellement tournés dans les zones reculées de nombreux pays (Chine, Brésil, Portugal, Lesotho, Porto Rico, Hong Kong, région Arctique, Mexique, Hongrie, Japon, Adirondacks, Pérou), le film donne à voir les gestes des travailleurs au quotidien.
Ces films sont remarquables par leur caractère réaliste et l'absence d'artifice, leur usage de longs plans en haute définition, et leur juxtaposition brute d'images aux couleurs vives. Ces scènes de travaux manuels humains sont traitées de façon abstraite, sans visée anthropologique ou sociologique explicite.
Les premières compositions musicales de Phill Niblock datent de 1968. Il n'a aucune formation musicale, et ses compositions sont donc travaillées sous un angle intuitif. Il présente ses activités musicales new-yorkaises comme des stimuli, certaines étant mémorables comme la première des Durations de Morton Feldman. Ses premiers travaux sont tous réalisés sur bande magnétique en 4, 8 ou 16 pistes, en superposant de façon précise des enregistrements bruts de longs accords joués sur des instruments traditionnels. 
Depuis la fin des années 1990, il s'est mis à créer sa musique sur ordinateur, en utilisant le logiciel Pro Tools sur un MacIntosh. Ses travaux les plus récents sont caractérisés par une plus grande densité, cumulant parfois jusqu'à 40 pistes.
Phill Niblock enseigne au College of Staten Island de l'Université de la Ville de New York de 1971 à 1998.
Depuis 2003, il effectue de nombreux concerts et collaborations avec Thomas Ankersmit. Il a, au cours des décennies précédentes, produit plusieurs œuvres pour orchestre : Disseminate, Three Orchids (pour deux orchestres), Tow for Tom (pour deux orchestres), et 4 Chorch +1, ce dernier étant une commande du Ostrava Music Days 2007 pour chœurs et orchestre avec des soli barytons (Thomas Buckner). Les premiers de ces travaux ont été conduits par Petr Kotik.

## Style
La musique de Phill Niblock est une exploration des textures sonores générées par des accords très denses utilisant généralement des micros-intervalles, joués pendant des durées importantes. La superposition sur une longue durée de hauteurs très proches crée par résonance une multitude de battements et d'harmoniques, et d'autres phénomènes psycho-acoustiques surprenants. Cette approche musicale de combinaisons de textures sonores statiques générant des mouvements harmoniques extrêmement actifs, s'apparente à la musique minimaliste, basée sur le bourdon, avec des techniques utilisées et un résultat sonore très particuliers.mais toujours joués très fort à minima 100 db pour respecter les normes sanitaires du moins françaises.
Son processus de composition commence souvent avec des enregistrements de sons tenus qu'il fait jouer par un autre musicien. Ainsi, dans sa carrière de compositeur, il a collaboré avec un large éventail de musiciens, parmi lesquels on peut citer Petr Kotik, George E Lewis, Susan Stenger et Eberhard Blum sur Four Full Flutes, Rafael Toral, David First, Lee Ranaldo, Thurston Moore, Susan Stenger et Robert Poss sur Guitar Too, for Four (G2,44+1x2), Ulrich Krieger, Carol Robinson, Kasper T. Toeplitz et Reinhold Friedl sur Touch Food, et de nombreux autres.
En concert, les musiciens jouent fréquemment en déambulant dans le public, qui interfère ainsi sur la texture sonore. Simultanément, Phill Nilblock s'accompagne généralement en projetant plusieurs films et vidéos (des extraits de sa série Movement of People Working ou des images abstraites contrôlées par ordinateur). Les concerts prennent fréquemment des formes variées de performances artistiques protéiformes s'étalant sur plusieurs heures.

## Discographie choisie
- G2 44 +/X 2  (contient Guitar too, for Four—Toral Version; Guitar too, for Four— the Massed Version). Moikai, 2006.
- Touch Three  (contient Harm; Sethwork; Lucid Sea; Parker’s Altered Mood, aka, Owed to Bird; Zrost; Not yet titled; Valence; Alto tune; Sax Mix). Touch, 2006.
- Disseminate (contient Disseminate Ostrava; Kontradictionaries; Disseminate Q-O2). Mode Records, 2004.
- The Movement of People Working, DVD, Extreme Records, 2003 (la bande-originale contient Every Tune; Summing III; Four Arthurs; E for Gibson; Cello & Bassoon; A Mix of Cello & Bassoon and Contrabassoon & Contrabass; A Third Trombone; According to Guy, version III; et Not Untitled, Knot Untied – Old)
- Touch Food  (contient Sea Jelly Yellow; Sweet Potato; Yam Almost May; Pan-Fried 70). Touch, 2003.
- Touch Works, for Hurdy Gurdy and Voice  (contient Hurdy Hurry; A Y U (aka As Yet Untitled); A Y U, Live). Touch, 2000.
- YPGPN (contient Held Tones; Didjeridoos and Don’ts; Ten Auras; Ten Auras Live; A Trombone Piece; A Third Trombone; Unmentionable Piece for Trombone and Sousaphone). XI Records, 2002 (publié à l'origine en 1994 sur Blast First/Mute Records).
- Music by Phill Niblock (contient Five More String Quartets; Early Winter). XI Records, 1993
- Four Full Flutes (contient P K; S L S; P K & S L S; Winterbloom Too). XI Records, 1990.